# Зигфрид Каше
Зигфрид Каше (њем. Siegfried Kasche; Штраусберг, 18. јун 1903. — Загреб, 7. јун 1947) био је амбасадор Трећег рајха у Независној Држави Хрватској и обергрупенфирер Штурмабтајлунга (СА), паравојног крила Нацистичке партије.

## Биографија

### Младост
Зигфрид Каше је рођен 18. јуна 1903. године у Штраусбергу. Након похађања кадетске школе у Потсдаму и војне академије у Лихтерфелду, од 1919. до 1920. године био је у фрајкорима у Берлину и балтичким земљама. Придружио се Штурмантајлунгу 1925. године и Нацистичкој партији 1926. године. Био је вођа СА у Померанији. Од 1928. до 1931. године, Каше је био замјеник гаулајтера у Остмарку, а у септембру 1930. изабран је у Рајхстаг. Године 1934, Каше је унапријеђен у обергрупенфирера СА, чин један генерал-потпуковнику у Вермахту. Каше је био један од неколико официра СА који су преживјели Ноћ дугих ножева. Каше је преживио тако што је свој случај изрекао Герингу, све док он није средио да Каше остане неповријеђен.

### Амбасадор у НДХ
У априлу 1941. године, Каше је додијељен министарству спољних послова за дипломатску службу. Дана 15. априла 1941. године, када је Њемачка признала Независну Државу Хрватску, Каше је именован за амбасадора. У Загреб је стигао 20. априла. У НДХ, Каше се залагао за заједничке напоре сила Осовине против југословенских партизана. Пошто је био веома одан Павелићу и „усташкој револуцији”, уз то је оправдавао политику и поступке усташа, Хитлер га је назвао „већим Хрватом од Павелића”.
Каше је био у сталном сукобу са Хорстенауом, опуномоћеним генералом у НДХ. Након неуспјешне завјере Лорковић—Вокић, покушаја да се НДХ придружи Савезницима, Каше је коначно пронашао прилику да омаловажи Хорстенаума и натјера га да се повуче из НДХ, због његовог учешћа у завјери. На састанку нацистичког руководства 16. јула проглашен је будућим рајхскомесаром планиране нацистичке колоније Московије, која је требало да обухвати главни дио територије средње и сјеверне Русије до Урала.

### Ратни злочини
Током Другог свјетског рата, мноштво Срба је депортовано из НДХ — неки у Србији а неки у Њемачку. Наредба о депортацији Срба није потекла од вођа НДХ, који су преферирали насилно покатоличавање, убијање или задржавање као робовске радне снаге оних Срба који живјели у НДХ. Према Нирнбершком суђењу, конференција је одржана у њемачком посланству и њој је предсједавао Каше, „када је одлучена насилна евакуација Словенаца у Хрватску и Србију и Срба из Хрватске у Србију. Ова одлука произилази из телеграма министарства спољних послова, број 389, датум 31. мај 1941. године”. Каше је 18. априла 1944. године извјестио Берлин да је „Хрватска једна од земаља у којима је јеврејски проблем ријешен”.

### Суђење
Након што је рат у Европи завршен, Савезници су Кашеа предали југословенским властима. У мају 1947. године осуђен је на смртну казну вјешањем, а казна је извршена 7. јуна 1947. године.